# 139. østlige længdekreds
Den 139. østlige længdekreds (eller 139 grader østlig længde) er en længdekreds, der ligger 139 grader øst for nulmeridianen. Den løber gennem Ishavet, Asien, Stillehavet, Australasien, det Indiske Ocean, det Sydlige Ishav og Antarktis.